# M915 Aster
Az M915 Aster egy Tripartite-osztályú aknakereső hajó a Belga Haditengerészet kötelékében szolgál.
A hajót 1986. december 16-án bocsátották vízre a Mercantile-Belyard hajógyárban, a belgiumi Rupelmonde városában. A hajót Paola belga királyné keresztelte meg, és a belga haditengerészet szokásainak megfelelően Blankenberge városa patronálja. Az M915 Aster volt a belga tervezésű és gyártású Tripartite-osztály első hajója.
A hajó jelenlegi parancsnoka Ludwig Damman sorhajóhadnagy.